# Metodele lui Mill
Cele cinci principii inductive propuse de John Stuart Mill pentru uniformizarea cercetarii științifice. Se mai numesc și „canoanele”. Scopul acestor principii inductive este de a face lumină în probleme de cauzalitate și sunt descrise în cartea sa din 1843 A System of Logic. Insuficient de precis formulate pentru cercetarea științifică actuală, metodele lui Mill pot fi folosite în viața de zi cu zi, fiind utile pentru a înțelege unele cauze pentru unele evenimente/fenomene.

### Metoda concordanței
Dacă două cazuri în care se produce un fenomen împărtășesc o singură circumstanță, atunci acea circumstanță unică este cauza sau efectul fenomenului.
O tehnică fundamentală pentru identificarea cauzei unui un anumit efect este căutarea unui factor comun care să fie prezent în toate cauzele în care efectul are loc - ne uităm după un aspect comun pentru diferite cazuri. Pentru a stabili o relație cauzală, factorul comun este necesar (vezi Necessity and sufficiency) în toate fenomenele studiate.

##### Exemplu
Atunci când doctorii sunt confruntați cu o boală nouă, vor să afle dacă oamenii care au boala au mâncat aceeași mâncare, au același virus în sângele lor sau au vreo altă similaritate.

##### Simplificare
Metoda concordanței poate fi reprezentată astfel:
A B C D apar împreună cu w x y z
A E F G apar împreună cu w t u v
——————————————————
Prin urmare A este cauza lui w.

### Metoda diferenței
Dacă un caz în care se produce un fenomen și altul în care acesta nu se produce diferă doar printr-o singură circumstanță, acea circumstanță este cauza, ori o parte indispensabilă a cauzei acelui fenomen, sau este efectul său.
Al doilea test pentru a determina dacă un anumit factor are rol cauzal cere să îndepărtăm acel factor - lăsând restul parametrilor nemodificați - și să vedem dacă efectul are încă loc.

##### Exemplu
Dacă mașina scoate sunete ciudate atunci când accelerăm, luăm piciorul de pe pedală pentru a vedea dacă sunetul dispare. Oamenii de știință folosesc aceeiași tehnică atunci când fac experimente controlate: pentru a testa eficacitatea unui nou medicament vor folosi două grupuri cu caracteristici similare, alese cu atenție. Un grup primește medicamentul, celălalt primește un placebo (Blind experiment). În mod ideal, singura diferență dintre grupuri va fi prezența sau absența medicamentului și astfel, dacă există vreo diferență între rezultatele experimentului, ea poate fi atribuită medicamentului.

##### Simplificare
A B C D apar împreună cu w x y z
B C D apar împreună cu x y z
——————————————————
Prin urmare A este cauza, efectul sau o parte din cauza lui w.

### Metoda combinată a concordanței și a diferenței
Dacă două sau mai multe cazuri în care se produce un fenomen au o singură circumstanță în comun, în timp ce în două sau mai multe cazuri nu se produce fenomenul și nu au nimic în comun în afară de absența circumstanței: singură circumstanța în care cele două cazuri diferă este efectul, sau cauza, sau o parte necesară din cauza fenomenului.
Importanța acestei tehnici constă în faptul că o conexiune cauzală este determinată în baza unui dublu acord: acord în prezență și acord în absență. Astfel probabilitatea conexiunii cauzale reale crește.

##### Exemplu
Elevii care învață din manual iau regulat note bune. Elevii care nu învață din manual ci din caiete nu iau note bune.

##### Simplificare
A B C  apar împreună cu x y z
A D E  apar împreună cu x v w de asemenea B C  apar împreună cu y z
——————————————————
Prin urmare A este cauza, efectul sau o parte din cauza lui x.

##### Critici
Metoda combinată nu are valoare în cazul cauzelor permanente pentru că nu se pot procura instanțe negative. De asemenea nu reușește să distingă cauza de coexistență: fulgerul precede întotdeauna tunetul, iarna precede întotdeauna primăvara însă prima nu este cauza celeilalte, amândouă sunt efectele altei cauze. Corelația nu implică cauzație.

### Metoda reziduurilor
Scăzând dintr-un fenomen acea parte despre care știm deja că este efectul anumitor evenimente antecedente, ceea ce rămâne din fenomen este rezultatul restului antecedentelor.
Dacă despre o gamă de factori se crede că ar cauza o gamă de fenomene și am potrivit toți factorii, cu excepția unuia, cu toate fenomenele, cu excepția unuia, atunci fenomenul rămas poate fi atribuit factorului rămas.

##### Exemplu
Medicul veterinar cantărește un câine urcându-se pe cântar cu el în brațe; dacă el are 65 kg și cântarul arată 80, înseamnă că masa câinelui este 15 kilograme. Cele 15 kg în plus sunt efectul metodei reziduurilor.

##### Simplificare
A B C  apar împreună cu x y z
B se știe că e cauza lui y
C se știe că e cauza lui z
——————————————————
Prin urmare A este cauza sau efectul lui x.

### Metoda variațiilor concomitente
Orice fenomen variază în orice fel atunci când alt fenomen variază într-un fel anume, este ori o cauză ori un efect al acelui fenomen, sau este legat printr-o relație de cauzare.
Metoda variațiilor concomitente este tehnica prin care stabilim dacă o variație cantitativă a efectului este asociată cu schimbări cantitative într-un anumit factor.

##### Exemple
Dacă mașina scoate sunete ciudate atunci când accelerăm, luăm piciorul de pe pedală pentru a vedea dacă sunetul dispare. Așa cum am văzut în exemplul anterior, aceasta ar fi metoda diferenței. Dar am putea și să variem presiunea pedalei că să vedem dacă sunetele ciudate variază și ele în intensitate. Aceasta este metoda variațiilor concomitente.
Mai multe probe de apă, fiecare conținând sare și plumb, s-a constatat că sunt toxice. Dacă nivelul de toxicitate variază în tandem cu cantitatea de plumb din fiecare, atunci toxicitatea apei se poate atribui plumbului.

##### Simplificare
A B C apar împreună cu x y z
A ± B C rezultă x ± y z.
—————————————————————
Prin urmare între A și x există o conexiune cauzală.